# Johann Hermann Koch
Johann Hermann Koch (* 14. Mai 1795 in Kassel; † 10. Juni 1862 in Fahrenbach) war ein deutscher Politiker und Minister im Kurfürstentum Hessen.

## Laufbahn
Der Sohn des Stadtsekretärs Heinrich Ernst Koch besuchte 1811/12 die Klosterschule Ilfeld. Er studierte in den Jahren 1812/13 und 1816/17 Rechtswissenschaft in Göttingen, 1814 unterbrochen durch den Kriegsdienst als Freiwilliger Jäger. Koch war zunächst als Aktuar tätig, wurde 1821 Sekretariatsassistent im kurhessischen Staatsministerium, dann Sekretär und ab 1823 Ministerialsekretär. Ende Oktober 1830 wurde er zum Generalsekretär ernannt. Ab April 1834 war er zugleich wirkliches Mitglied des Gesamtstaatsministeriums. 1837 wurde er vorübergehend mit dem Justizministerium betraut, 1841 mit dem Innenministerium, das er 1842/43 und 1846/47 als Geheimrat leitete.

## Ehe und Nachkommen
Koch heiratete im Oktober 1822 Wilhelmine Philippine Konradine Köber. Die Tochter Johanna heiratete am 16. April 1848 in Kassel Karl Friedrich von Berlepsch, der Sohn Reinhard Koch, ein Landrichter, war Großvater des Strafrechtlers Reinhard Frank.